# Iberisk stenbock
Iberisk stenbock (Capra pyrenaica) är en art inom släktet getter som förekommer på iberiska halvön. Arten kategoriseras som livskraftig av Internationella naturvårdsunionen.

## Utseende
Iberisk stenbock är mindre och spensligare än alpstenbocken. Kroppen utan svans mäter 100–140 centimeter, mankhöjden är 65–75 centimeter och den väger cirka 40 kilogram. Den har ljusbrun päls som påminner om besoargetens (Capra aegagrus aegagrus). Under sommaren är pälsen ljusare eller rödaktig. Hannarnas horn, som har en annan form än alpstenbockens horn, är först böjd utåt samt uppåt och sedan inåt och nedåt, och uppgår till 75 centimeter. Honorna har mycket korta, nästan helt raka horn.

## Systematik
Trots att den till utseendet skiljer sig från alpstenbocken har dessa två arter liknande genetiska egenskaper varför vissa auktoriteter behandlar dem som samma art.

### Utbredning
Arten förekom ursprungligen i Pyrenéerna och andra bergskedjor i Spanien och Portugal. På grund av jakt minskade beståndet betydligt. Idag har arten spritt sig till Portugal och Pyrenéerna i sydligaste Frankrike..

### Underarter
Iberisk stenbock delas upp i fyra underarter. Av dessa är två utdöda:
- C. p. lusitanica – utrotad på 1890-talet.
- C. p. pyrenaica – levde i Pyrenéerna. Den sista honan dog år 2000.
- C. p. hispanica – förekommer i sydöstra Spanien.
- C. p. victoriae – förekommer i centrala Spanien.

Stora populationer har också spritt sig till norr och nordöst, bland annat i Iberiska bergen.
Indelningen i fyra underarter har genom åren varit omdiskuterad. Indelningen har diskuterats eftersom den enbart baseras på morfologiska karaktärer som pälsfärg och hornform. Resultat från ett par genetiska analyser har ytterligare spätt på frågetecken. En genetisk analys av Manceau et al. 1999, som dock inte inkluderade C. p. lusitanica eftersom den sedan länge varit utrotad vid tidpunkten, fann inget stöd för underarterna C. p. hispanica och C. p. victoriae, men indikerade att populationen i Pyrenéerna skiljde sig från andra spanska populationer. Även andra auktorer (exempelvis Acevedo och Cassinello 2009) har påpekat att det behövs en översyn av taxonomin som integrerar genetiska och morfologiska tillvägagångssätt för att beskriva och urskilja underarter.

## Ekologi
Liksom andra stenbockar och vildgetter lever dessa djur i bergiga och klippiga regioner. Angående levnadssätt och föda finns nästan inga skillnader till alpstenbocken. Iberisk stenbock äter alltså gräs, örter och löv. Parningstiden ligger mellan november och januari. Under dessa månader lever de i grupper på ungefär 10 individer som består av hannar och honor. I februari lämnar de fullt utvecklade hannarna gruppen. Inte fullt utvecklade hannar lämnar flocken i april. Dräktigheten varar i cirka 6 månader och slutar i april eller maj med födelsen av en enda unge, i sällsynta fall tvillingar.

## Status och hot
Iberisk stenbock kategoriseras som livskraftig (LC) av Internationella naturvårdsunionen, och har varit så sedan 2008, då klassificeringen ändrades från nära hotad (NT). Arten håller på att återhämta sig efter att den minskat kraftigt, framförallt på grund av jakt och habitatfragmentering. Två av de fyra underarter som arten traditionellt har delats upp i, är utdöda. C. p. pyrenaica utrotades under 1800-talet på den franska sidan av Pyrenéerna. 1980 fanns på den spanska sidan cirka 30 individer kvar. Den sista honan, kallad "Celia", hittades död under ett nerfallet träd den 6 januari 2000. Det är oklart varför taxonet, trots bestående skyddsåtgärder dog ut. men flera hypoteser har lagts fram, som flera seklers samlade jakttryck, tjuvskytte, inavelsdepression, klimatförändringar eller parasitsmitta från tamboskap. Alla försök att återskapa underarten genom kloning har hittills misslyckats, trots att DNA har kunnat isoleras från den döda honan.
Populationerna som finns idag har säkra bestånd, med totalt mer än 100 000 individer. Det största enskilda utgörs av Iberiska bergen, med över 50 000 individer, både spontant inflyttade och återintoducerade. Sierra Nevada i sydöstra Spanien omfattar ungefär 15 000 exemplar av C. p. hispanica. C. p. victoriae som förekommer i centrala Spanien var 1905 nästan utrotad. Skyddsåtgärder för de sista 12 individerna resulterade i att beståndet ökade. Trots ökningen är underarten fortfarande föremål för vissa bevarandeåtgärder.